# Paraphaenocladius alpina
Paraphaenocladius alpina är en tvåvingeart som först beskrevs av Maurice Emile Marie Goetghebuer 1933.  Paraphaenocladius alpina ingår i släktet Paraphaenocladius och familjen fjädermyggor.
Artens utbredningsområde är Österrike. Inga underarter finns listade i Catalogue of Life.